# Tipula (Eumicrotipula) infidelis
Tipula (Eumicrotipula) infidelis is een tweevleugelige uit de familie langpootmuggen (Tipulidae). De soort komt voor in het Neotropisch gebied.